# Autobianchi A112 Abarth
L'Autobianchi A112 Abarth è una utilitaria sportiva prodotta dalla Autobianchi, in collaborazione con Abarth, in sette serie successive, dal 1971 al 1984, commercializzata però sino all'estate del 1985.

## Il contesto
Con il successo dell'Autobianchi A112 il gruppo Fiat aveva assestato un duro colpo alla supremazia della Innocenti Mini nel ricco segmento di mercato delle piccole automobili di lusso destinate ai giovani e all'utenza femminile. In particolare quest'ultima aveva apprezzato il nuovo modello Autobianchi per la facilità di guida, l'eleganza delle finiture e la versatilità d'uso, anche determinata dal portellone posteriore.
Dopo aver verificato l'impossibilità di proporre un nuovo modello in tempi brevi, la Innocenti corse immediatamente ai ripari presentando il modello "Mini Cooper MK3", che si rivolgeva a una clientela prettamente maschile, disposta a sopportare un rilevante aumento di spesa pur di sfoggiare una prestigiosa immagine sportiva.

## Il prototipo
L'idea per fronteggiare la "Mini Cooper" fu concretizzata dall'opera di Carlo Abarth che, in occasione del "Saloncino dell'auto sportiva" del 1970, aveva realizzato un prototipo su base "A112" espressamente pensato per le corse, con distribuzione a testa radiale, potenza di 107 CV e velocità di punta oltre i 180 km/h, ottenendo il corale consenso della stampa specializzata. Ultima realizzazione autonoma di Carlo Abarth, il prototipo era il tentativo di convincere la FIAT a fornire le basi meccaniche per realizzare, in piccola serie, autovetture destinate ai piloti privati, risollevando economicamente il glorioso marchio dello scorpione. Così non fu. Il colosso torinese scartò subito l'ipotesi di mettere in cantiere una costosa automobile da corsa, ma le soluzioni di Carlo Abarth vennero accolte per realizzare la versione sportiva della "A112", con la quale contrastare il successo della "Mini Cooper". Due prototipi di costruzione FIAT, uno con 63 CV a testata convenzionale e l'altro di 74 CV a testata radiale, svolsero i primi test su strada nel gennaio 1971, proprio mentre la FIAT stava concludendo la trattativa per l'acquisizione della Abarth.

## La vettura

### Prima serie (1971-1973)
Presentata al Salone dell'automobile di Torino, nell'ottobre 1971, la "A112 Abarth" ebbe un immediato riscontro di pubblico, mietendo una sostanziosa quantità di ordinativi, nonostante l'elevato prezzo di ₤ 1.325.000, di poco inferiore a quello della Innocenti Mini Cooper MK3 (₤ 1.365.000), ma superiore a vetture sportive di maggior cilindrata e dimensioni, come le datate NSU 1200 TT (₤ 1.215.000) e Ford Escort Sport (₤ 1.185.000) o come le coeve e modernissime Fiat 128 Coupé (₤ 1.300.000) e 128 Rally (₤ 1.220.000).

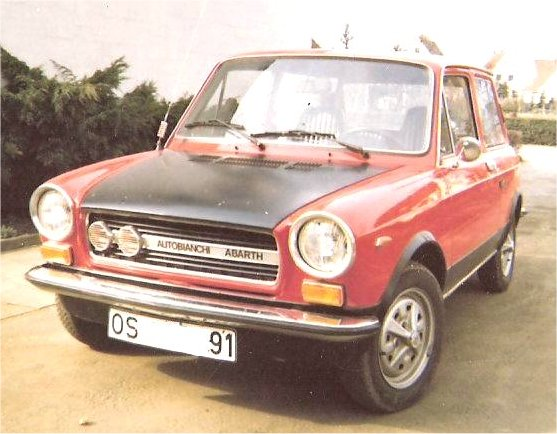
A112 Abarth nella livrea classica rosso-nera

Oltre alla vistosa livrea rosso corsa, contrastata dal nero opaco del cofano e delle fasce sottoporta, la differenza più importante con la normale "A112" era rappresentata dal motore abbondantemente rivisto da Carlo Abarth che, dopo aver concluso la cessione della propria azienda alla FIAT, era stato ingaggiato quale consulente.
La "cura Abarth" per lo sviluppo del già brillante propulsore di 903 cm³ fu piuttosto pesante, comportando l'aumento di cilindrata a 982 cm³ mediante l'allungamento della corsa, l'inserimento di un nuovo albero motore in acciaio nitrurato, l'innalzamento del rapporto di compressione a 10:1 mediante l'adozione di pistoni stampati con segmenti cromati, la riprogettazione dell'albero a camme e delle sedi delle valvole, la modifica all'impianto di scarico e l'adozione di un carburatore doppio corpo. Anche l'impianto frenante subì modifiche sostanziali con la maggiorazione delle pinze sui dischi anteriori e l'adozione del servofreno. La potenza del motore, che già nella fase prototipale aveva superato abbondantemente i 60 CV, venne limitata a 58 CV per raggiungere i previsti livelli di elasticità e robustezza.
Invariata rimase la scocca, ma con interni ben diversi, curati in maniera artigianale e dotati di strumentazione completa, sedili anatomici con appoggiatesta e volante a tre razze con corona in pelle.
Le modifiche migliorarono notevolmente le prestazioni, rispetto alla normale "A112", con risultati prevedibili e altri quasi inspiegabili. A fronte del corposo incremento delle doti di velocità e accelerazione, si dovette registrare un lieve aumento degli spazi di frenata, a dispetto dell'impianto potenziato, oltre a una sorprendente diminuzione (-15%) del consumo di carburante che fece quasi gridare al miracolo. Per i primissimi esemplari costruiti è da segnalare lo sporadico surriscaldamento del lubrificante motore, nonostante l'accorgimento della coppa olio in alluminio, presto risolto con l'adozione, nell'aprile 1972, di un piccolo radiatore per l'olio.
Nata senza rilevanti difetti di gioventù, la "A112 Abarth" ottenne un immediato successo di vendite, destinato a perdurare per quasi tre lustri: un caso molto raro tra le auto sportive derivate dalla grande serie.
Inizialmente venne offerta nell'unica colorazione rosso/nero e, a partire dal 1972, vennero aggiunte anche le verniciature monocromatiche visone e salmone, mantenendo invariate le sellerie nere in finta pelle. Della prima serie furono prodotti 4.641 esemplari.

### Seconda serie (1973-1975)

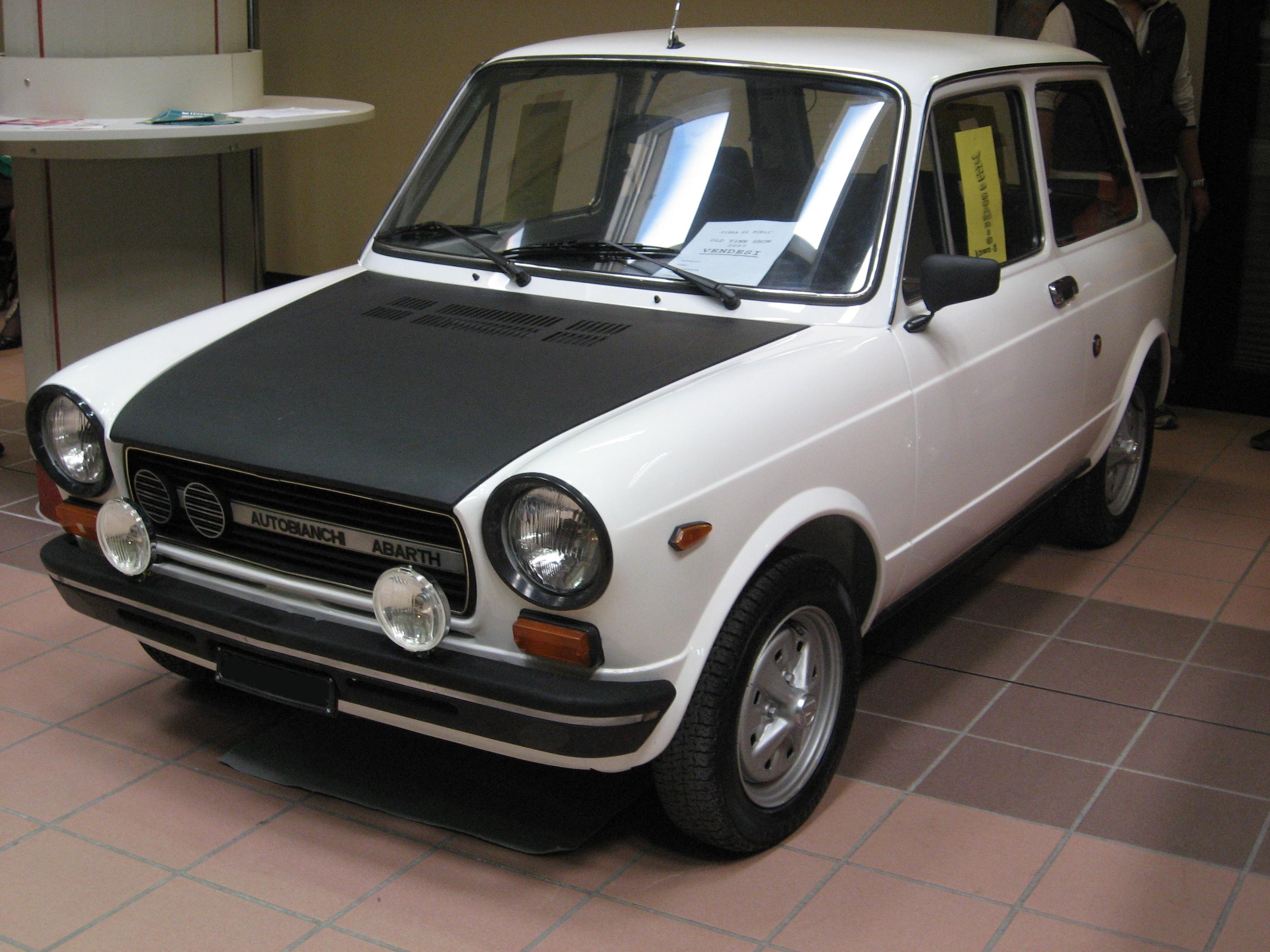
Una A112 Abarth 2ª serie del 1973

Al Salone dell'automobile di Ginevra del 1973, venne presentata la 2ª serie che mantiene invariata la meccanica.
Le modifiche più importanti riguardano gli interni, finalmente dotati di sedili reclinabili e con appoggiatesta regolabili.
Esternamente furono eliminate le fasce nere sottoporta e le cornici cromate dei fari e della calandra, queste ultime sostituite da elementi in plastica nera. Anche i paraurti cromati sono sostituiti da altri in gomma nera di maggiori dimensioni.
I proiettori vennero dotati di lampade allo iodio e l'offerta di dotazioni opzionali contemplava i cerchi in lega leggera, l'antifurto meccanico e il lunotto termico.
La vettura veniva offerta, al prezzo base di ₤ 1.506.400, nella tinta bicolore rosso corsa con cofano nero, oppure nelle tinte monocolore beige, "arancio-salmone", "grigio-visone" e "blu president". Della seconda serie furono prodotti 13.759 esemplari.

### Terza serie (1975-1977)
All'inizio del 1975 venne approntato il terzo aggiornamento, distinguibile per alcune modifiche alla parte posteriore, consistenti nel nuovo disegno dei gruppi ottici e nell'aumentata superficie delle griglia di uscita dell'aria sui montanti posteriori.
L'innovazione principale riguardò la nuova motorizzazione di 1.049 cm³ con 70 CV che veniva introdotta affiancando la precedente, e permettendo una velocità massima di 160 km/h.
Per quanto riguarda gli interni, la nuova profilatura del vano posteriore permise l'omologazione per 5 posti.
Entrambe proposte nelle tonalità monocolore rosso corsa, rosso attinia, verde pampa, blu bahamas, blu Lancia, bianco, azzurro, grigio metallizzato e bronzo metallizzato, le versioni 58 HP e 70 HP venivano rispettivamente vendute ai prezzi base di ₤ 2.172.000 e ₤ 2.228.000. Il cofano in tinta nero opaco veniva fornito solo a richiesta.

### Quarta serie (1977-1979)
Nella seconda metà degli anni settanta, anche se il modello è ormai datato e commercialmente contrastato dalla concorrenza interna della Fiat 127 Sport ed esterna della Innocenti Mini De Tomaso e, soprattutto, della Renault 5 Alpine, le vendite della A112 Abarth, non accennano a diminuire. Per la piccola sportiva dell'Autobianchi, che mostrava di saper mantenere un'affezionata clientela, si provvide al quarto aggiornamento, presentato nel novembre 1977, che rappresenta una significativa svolta tecnica, con l'adozione di una monoscocca denominata "B2", appositamente realizzata per la "A112 Abarth", distinta dal modello di derivazione, in previsione di un consistente aumento della potenza.

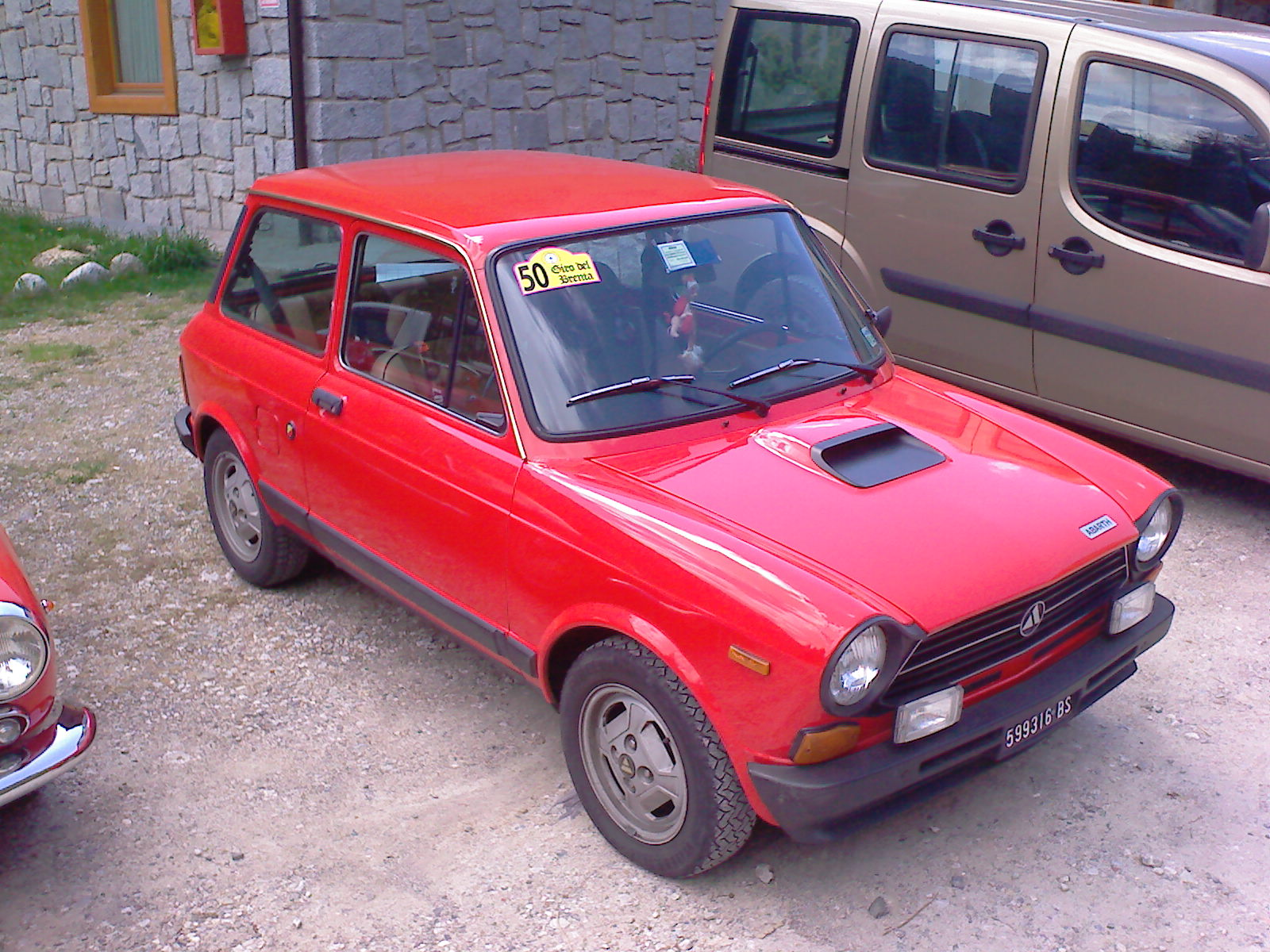
Una A112 Abarth 4ª serie del 1977

 All'esterno la vettura fu completamente rivista con un nuovo disegno del frontale, nuovi gruppi ottici posteriori raccordati al porta targa, fasce paracolpi laterali, vistosa presa d'aria dinamica sul cofano motore e paraurti anteriore includente lo spoiler. Scomparve dalla mascherina la caratteristica scritta "Autobianchi Abarth" con i due tondi grigliati e, considerato l'incremento di statura delle nuove generazioni italiane, il tetto venne alzato di 2 cm, conferendo alla vettura da questa serie e per quelle successive, l'appellativo popolare di "tetto quadro". Di concerto, le serie precedenti vengono popolarmente definite "tetto tondo".
Per la parte meccanica, oltre alla definitiva uscita di produzione del modello "58 HP", occorre registrare una numerosa serie di piccole migliorie che interessano soprattutto il cambio (dotato di molle più rigide per tollerare l'incremento di potenza) e l'impianto frenante, quest'ultimo potenziato e dotato di pompa ad azione differenziata, in luogo del precedente servofreno sui dischi anteriori.
Nel gennaio 1978, l'Autobianchi A112 Abarth 70 HP 4ª serie venne posta in vendita al prezzo base di ₤ 3.894.000, nella gamma colori veniva aggiunto il Rosso York (amaranto), i sedili erano in finta pelle con inserto centrale in velluto a coste.

### Quinta serie (1979-1982)
Il processo di "civilizzazione", iniziato con la 4ª serie, si fece ancora più netto e venne simbolicamente sottolineato dalla scomparsa sulle fiancate degli scorpioni Abarth. Tutti gli aggiornamenti della 5ª serie, presentata nel luglio 1979, furono tesi al miglioramento del comfort di guida, trascurando ogni innovazione sportiva o incremento di potenza.
A parte qualche ritocco all'estetica, le innovazioni più importanti riguardarono l'adozione del cambio a 5 marce e dell'accensione elettronica. La dotazione di serie divenne particolarmente ricca, comprendente le luci di retronebbia, lo specchietto esterno regolabile dall'interno, il lunotto termico, i vetri atermici, il tergilunotto e il sedile posteriore sdoppiato.
La vettura veniva offerta nelle tonalità monocolore rosso corsa, rosso attinia, blu Lancia, bianco Saratoga, amaranto ardenzia, nero, beige Marocco e grigio chiaro o scuro metallizzati, al prezzo base di ₤ 5.469.000.

### Sesta serie (1982-1984)

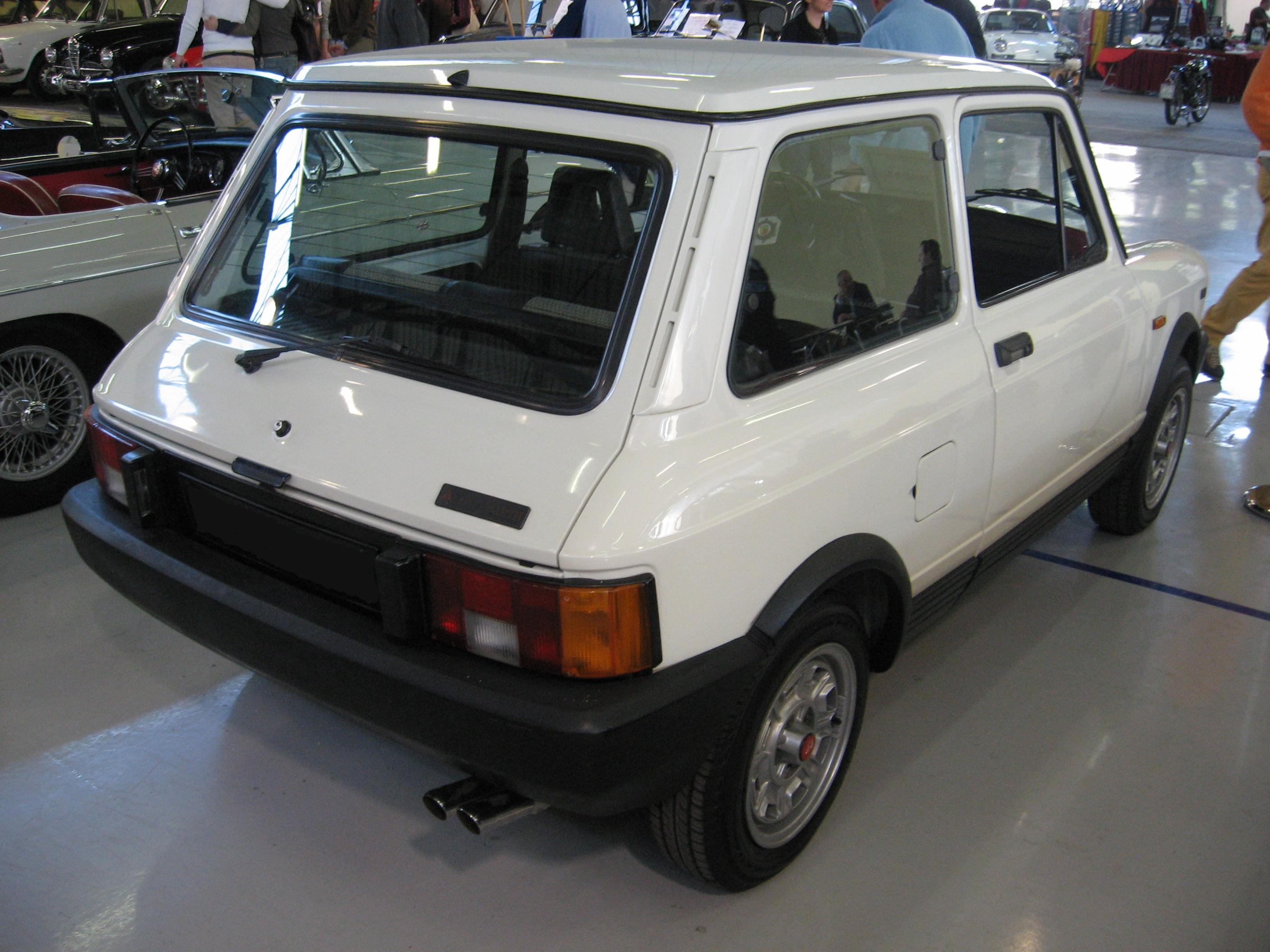
Posteriore della 6ª serie

Dopo oltre dieci anni di onorato servizio, inizia l'inevitabile e consistente e diminuzione dei numeri di vendita che avrebbe dovuto consigliare l'uscita di produzione della A112, ma il ritardo nella definizione del nuovo modello e l'ostinazione di una clientela particolarmente affezionata, fecero propendere per un ennesimo restyling. Da uno studio della FIAT, risultava che il 72% di coloro che avevano acquistato una A112 Abarth negli anni ottanta, aveva già posseduto una precedente versione.
Presentata al Salone dell'automobile di Parigi dell'ottobre 1982, la 6ª serie non registrò alcuna miglioria meccanica, limitando le innovazioni a lievi modifiche degli interni e della carrozzeria che poteva essere scelta in una vasta gamma di tinte normali e metallizzate fra cui il verde scuro metallizzato 382, tinta particolarmente elegante oggi assai rara da trovare su una Abarth.
Questo sesto aggiornamento venne messo in vendita al prezzo base di ₤ 8.190.000 che, per effetto della forte inflazione di quegli anni, era anche il sestuplo del prezzo iniziale.

### Settima serie (1984-1985)

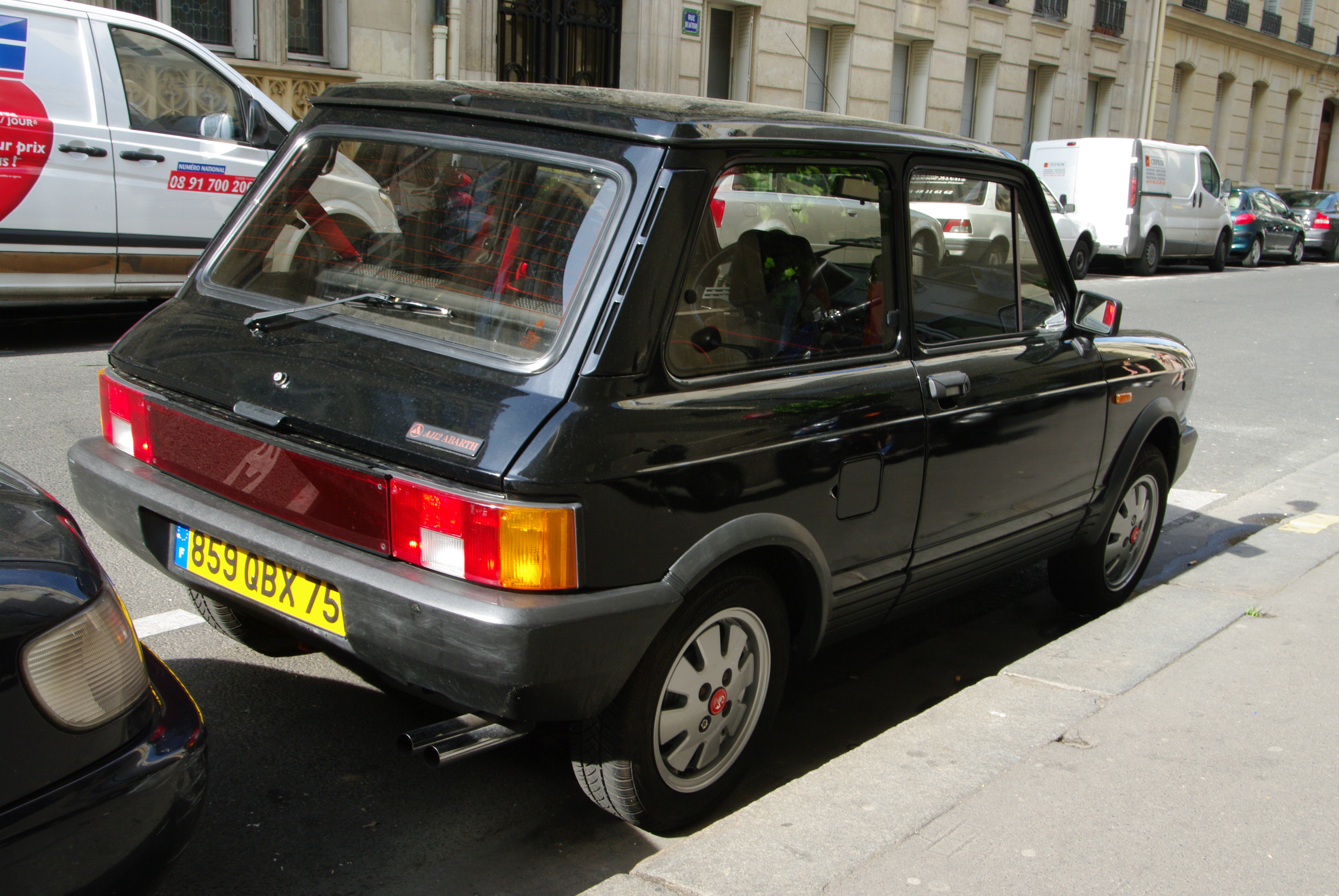
Una "A112 Abarth" 7ª serie del 1984

Il settimo e ultimo aggiornamento venne presentato nella primavera del 1984 e messo in vendita al prezzo base di ₤ 9.906.000.
Si tratta della classica versione di fine serie, con buone dotazioni e qualche vistosa modifica di carattere puramente estetico, come la grossa fascia catarifrangente posteriore, recante la scritta "Abarth" serigrafata.
L'Autobianchi A112 Abarth cessò di essere prodotta ne dicembre 1984 e uscì dal listino nel luglio 1985, un tempo ultimate le scorte, con un prezzo base che aveva raggiunto la cifra di ₤ 10.476.000.

## La produzione
| Versione                                     | Anni di commercializzazione                  | Esemplari |
| -------------------------------------------- | -------------------------------------------- | --------- |
| A112 Abarth 1ª serie - Tetto tondo           | dal 1971 al 1973                             | 4.641     |
| A112 Abarth 2ª serie - "                     | dal 1973 al 1975                             | 13.759    |
| A112 Abarth 3ª serie - "                     | dal 1975 al 1977                             | 29.000    |
| A112 Abarth 4ª serie - Tetto quadro          | dal 1977 al 1979                             | 26.000    |
| A112 Abarth 5ª serie - "                     | dal 1979 al 1982                             | 33.000    |
| A112 Abarth 6ª serie - "                     | dal 1982 al 1984                             | 10.000    |
| A112 Abarth 7ª serie - "                     | dal 1984 al 1985                             | 5.200     |
| Totale N.B.:Dati Ruoteclassiche, aprile 2018 | Totale N.B.:Dati Ruoteclassiche, aprile 2018 | 121.600   |

Da 1971 al 1984 vennero costruiti circa 121.600 esemplari delle versioni "Abarth", ovvero quasi il 10% dell'intera produzione "A112" : una percentuale davvero imponente per la versione sportiva di un'utilitaria di grande serie che testimonia la fama di buona affidabilità tecnica, conquistata dalla vettura.
La più rara e ricercata dai collezionisti è la 1ª serie, prodotta in 4.641 esemplari. La 2ª serie e la 3ª serie, che completatno la tipologia "tetto tondo", vantano numeri assai più importanti, essendo state prodotte rispettivamente in 13.759 e circa 29.000 unità.
Con la 4ª serie, prodotta in circa 26.000 unità, inizia la tipologia "tetto quadro", confermando il perdurante successo commerciale con la 5ª serie che risulta essere la più consistente per aver totalizzato circa 33.000 esemplari.
Le ultime due serie, la 6ª e la 7ª, sono caratterizzate da una forte contrazione delle vendite e vengono rispettivamente prodotte in circa 10.000 e 5.200 unità.

## Attività sportiva
L'utilizzo nelle competizioni seguì immediatamente la messa in vendita della vettura e proseguì ininterrottamente per quasi vent'anni: la prima omologazione sportiva venne registrata nel marzo 1972, e l'ultima ebbe la scadenza del dicembre 1990. Le A112 Abarth vennero impiegate in tutte le categorie sportive a ruote coperte, da uno sterminato numero di piloti professionisti o dilettanti, conquistando un palmarès complessivo impressionante. Attualmente sono largamente utilizzate nelle gare in salita o nei rally riservati alle vetture storiche.

### Il Trofeo A112

Gianfranco Cunico festeggia la sua vittoria all'Elba nell'edizione 1978 del Trofeo A112

A metà degli anni settanta i proprietari della vetture che intendevano cimentarsi nelle varie specialità di rally, salita o regolarità raggiunsero un tale numero che la FIAT decise di organizzare un campionato monomarca.
Denominato ufficialmente Campionato Autobianchi A112 Abarth 70 HP, e noto colloquialmente come Trofeo A112, venne disputato dal 1977 al 1984 e si rivolgeva a giovani aspiranti piloti che, con una modesta spesa, avrebbero potuto mettere alla prova il loro talento.
Il kit di sicurezza, preparato per trasformare la vettura di serie, era composto da rollbar, impianto antincendio, cinture di sicurezza, proiettori supplementari e paracoppa dell'olio.
Il Campionato Autobianchi, le cui manifestazioni si svolgevano spesso quali attrazioni introduttive a gare del Campionato Italiano Rally, si rivelò una vera fucina di giovani piloti, alcuni dei quali raggiunsero fama nazionale e internazionale, come Attilio Bettega, Michele Cinotto e Gianfranco Cunico; nel campionato femminile si mise in mostra, tra le altre, Paola de Martini.